# オリバー・ウォレス
オリヴァー・ウォレス（Oliver Wallace、1887年8月6日 - 1963年9月15日）は、イギリス・ロンドン出身の音楽家。ウォルト・ディズニー・カンパニーでの活動を主にし、多数の短編映画のほか複数の長編作品で音楽を担当した。

## 来歴
- 1887年 - イギリスのロンドンで誕生する。
- 1936年 - ウォルト・ディズニー・プロダクションに入社する。
- 1963年 - 病気のためアメリカ合衆国のロサンゼルスで死去。76歳。

## 代表作
- ダンボ（1941年）（音楽制作）
- 総統の顔（1942年）（音楽制作・主題歌作曲）
- 空軍力の勝利（1943年）（一部音楽制作）
- ファン・アンド・ファンシー・フリー（1947年）（一部音楽制作）
- あざらしの島（1948年）（音楽制作）
- イカボードとトード氏（1949年）（音楽制作、ウィンキーの声優としても参加）
- シンデレラ（1950年）（一部作曲）
- ふしぎの国のアリス（1951年）（音楽制作）
- ピーターパン（1953年）（一部の歌を含む作曲）
- フランクリン物語（1953年）（音楽制作）
- プカドン交響楽（1953年）（音楽制作）
- Siam（1954年）（音楽制作）
- 民族と自然 北極圏の人々（1955年）（音楽制作）
- わんわん物語（1955年）（一部音楽制作）
- 黄色い老犬（1957年）（音楽制作・歌唱制作）
- 白い荒野（1958年）（音楽制作）
- 最後の一人まで（1958年）（音楽制作）
- 四つの願い（1959年）（音楽・歌唱制作）
- ジャングル・キャット（1960年）（音楽制作）
- Ten Who Dared（1960年）（音楽制作）
- ワイルド・ドッグ（1961年）（音楽制作）
- ビッグ・レッド（1962年）（音楽制作）
- 狼王ロボ（1962年）（音楽制作）
- Savage Sam（1963年）（音楽制作）
- 三匹荒野を行く（1963年）（音楽制作）

## 受賞歴
- 1941年 - アカデミー作曲賞
- 2008年 - ディズニー・レジェンド